# 道の駅すず塩田村

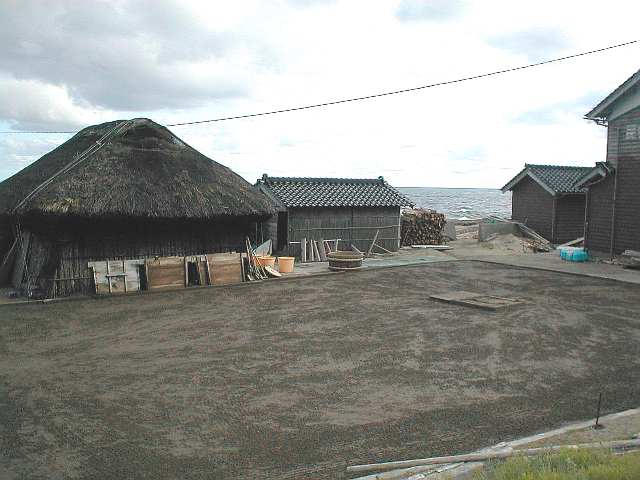
揚浜塩田

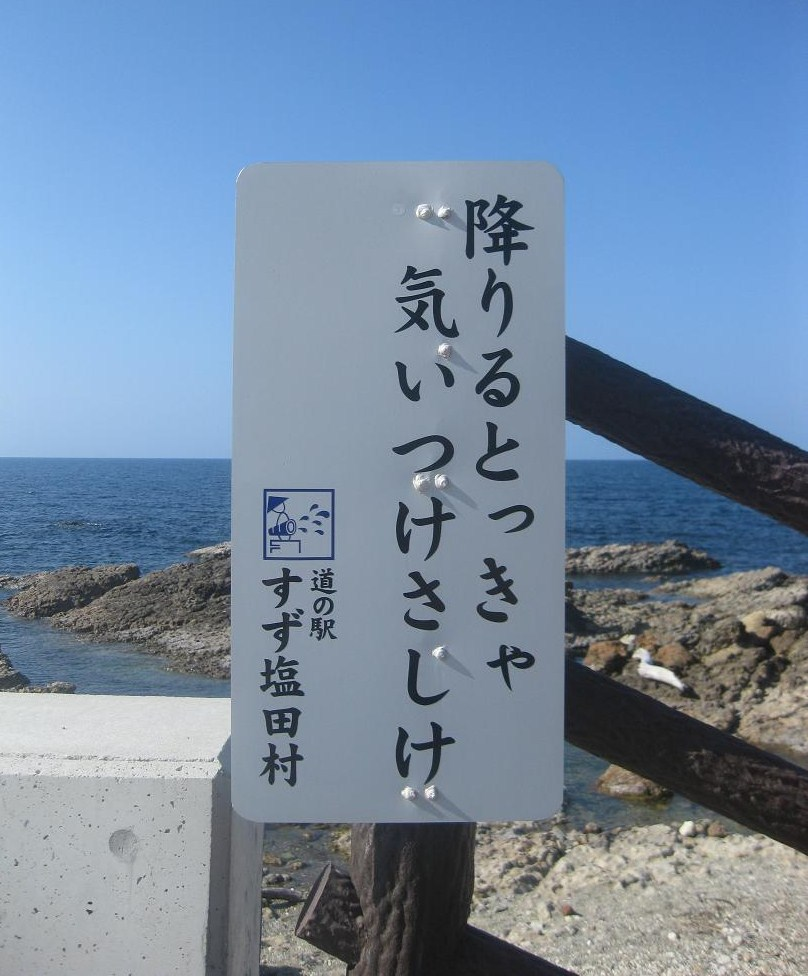
能登弁による注意看板

道の駅すず塩田村（みちのえき すずえんでんむら）は、石川県珠洲市清水町にある国道249号の道の駅である。

## 施設
当道の駅では、揚浜式塩田で塩作りを体験することができる。
- 駐車場
  - 普通車：30台
  - 大型車：6台
  - 身障者用：3台
- トイレ（いずれも24時間利用可能）
  - 男：大 2器、小 5器
  - 女：4器
  - 身障者用：1器
- 電気自動車用急速充電器：1器
- 体験工房 - 塩作りを体験できる2コース（2時間コース・2日間コース）が設定されている（5月から9月まで、いずれも予約が必要）[5][6]。
- 塩の総合資料館「揚浜館」（9:00 - 17:00、12月から2月までは16時まで。有料）[5]
- 売店（9:00 - 17:00、12月から2月までは16時まで）[5]

### 管理団体
- 設置者：珠洲市
- 指定管理者：株式会社奥能登塩田村

## 休館日
- 年中無休

## アクセス
- 国道249号 - 登録路線
- 能登空港より約40分。
- 道の駅輪島より約30分。
- すずバス大谷飯田ルートまたは狼煙大谷ルートで「珠洲塩田村」バス停下車（平日のみ運行）。
- 2021年より、西日本JRバスの定期観光バス「能登路」が見学地として経由している[7][8][9]。金沢駅発着で冬季を除き運行されているが、観光バスのため当道の駅での乗降車はできない。

## 2024年の能登半島地震による影響
2024年（令和6年）1月1日、能登半島地震が発生。国道249号の輪島市から珠洲市までの区間（約100キロ）については、各地で土砂災害のほか道路に隆起や亀裂が発生。道の駅の西側約1km付近でも、大規模な山腹崩壊が発生して道路が埋没して長期間にわたり通行が不能となった。
道の駅の塩田も、地形が隆起して海岸線が100mほど前進したため従前のような製塩作業は困難となった。

## 周辺
- 日本海
- 揚浜塩田 - 国の重要無形文化財に指定されている伝統技術揚げ浜製塩法による塩作りが「奥能登塩田村」で行われている[13][14]。